# Nekropole von Sarmenstorf

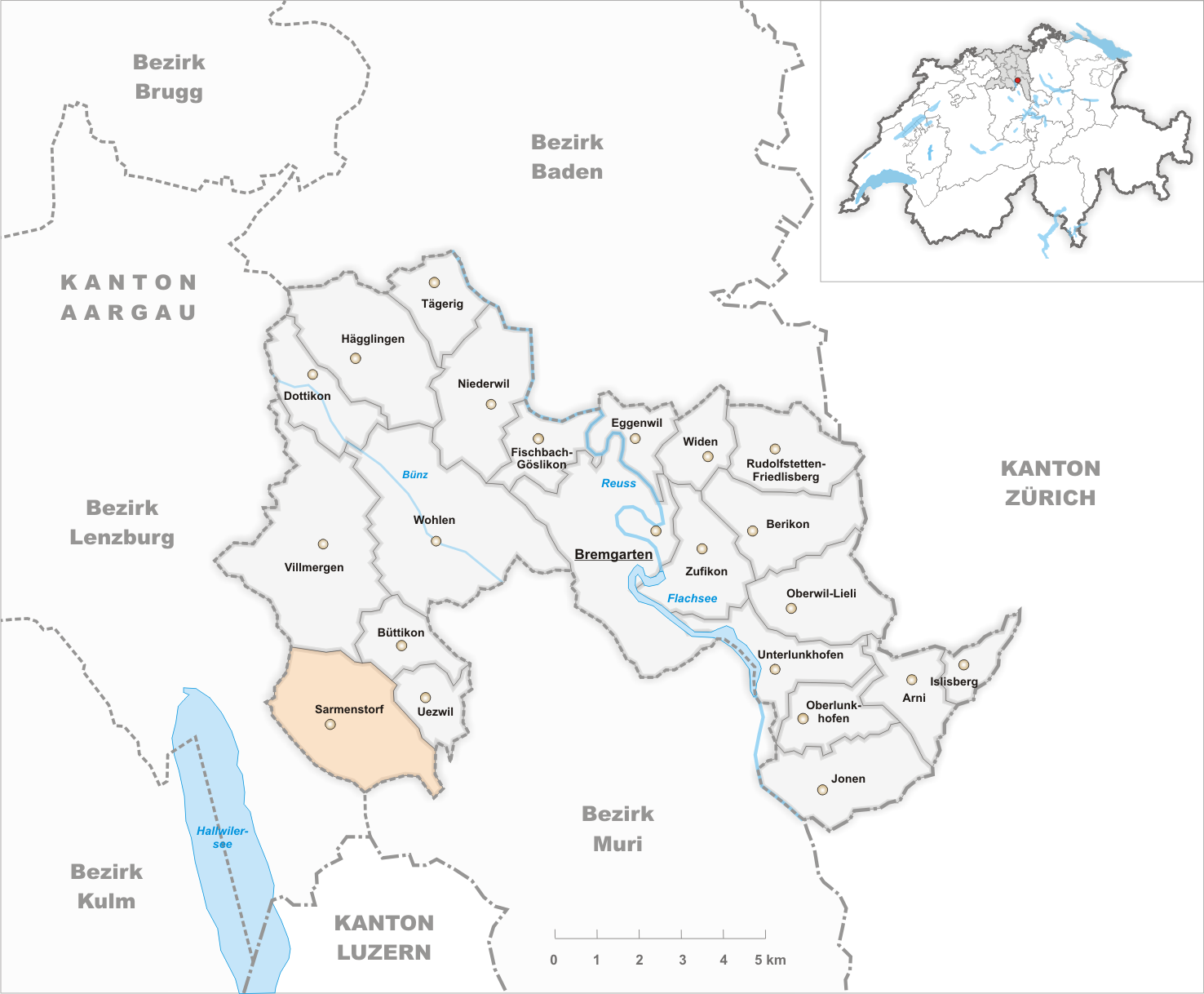
Karte

Die Nekropole von Sarmenstorf liegt im Zigiholz bei Sarmenstorf im Kanton Aargau in der Schweiz. Das Kulturgut von nationaler Bedeutung besteht aus 21 Grabhügeln und barg Funde aus der Zeit um 2800 bis 2400 v. Chr. In den Jahren 1895, 1912 und 1926/27 wurden mehrere Grabhügel ausgegraben. Die Gräber von Sarmenstorf, darunter das in seiner Art einmalige Mondsichelgrab, wurden rekonstruiert und konserviert. Man fand auch bronzezeitliche Nachbestattungen (um 1400 v. Chr.) sowie Tonscherben, der Schnurkeramik und Urnen in den Hügeln.
Die Toten wurden auf Scheiterhaufen verbrannt, die Knochen wurden ausgelesen und im Brandschutt oder daneben deponiert. Im Grabhügel zwei wurde über dem Verbrennungsplatz eine 5,0 × 3,3 m grosse Grabkammer aus Pfosten errichtet. Im Grabhügel 6 lagen neben der von einer Steinpackung abgedeckten Bestattung zwei Feuerstellen. Sie hatten beim Grabritus wohl eine Bedeutung, da sie von einer lockeren ovalen Steinsetzung umgeben waren. Über den Bestattungen wurden Erdhügel mit einem Steinkern oder einem Steinmantel (Hügelabdeckung) aufgeschüttet. An Beigaben sind nur wenige schnurkeramische Scherben erhalten geblieben.
In der Nekropole von Schöfflisdorf waren die Beigaben reicher. Hier fand man Feuersteingeräte, Gefäße, Spinnwirtel und Steinbeile. In allen Hügeln traf man auf Brandbestattungen, die zumeist am Verbrennungsplatz beigesetzt und mit einer Steinpackung überdeckt waren. Die Hügel erhielten meist einen Steinmantel.